# Gilera 5V Arcore
La Gilera 5V Arcore, in Germania denominata Gilera Strada, è una motocicletta prodotta dal 1972 al 1975.

## Il contesto
All'inizio degli anni settanta, come tutte le Case europee, la Gilera venne pesantemente colpita dalla grave crisi iniziata negli anni sessanta e determinata dal generale abbandono della motocicletta a favore dell'automobile. 
La gestione "Piaggio", subentrata nel 1969, rimase a lungo indecisa se continuare la produzione delle motoleggere a quattro tempi oppure puntare sui motori due tempi che, in quegli anni, sembrano prevalere. Venne adottata una soluzione di compromesso, producendo una nuova linea di ciclomotori con motorizzazione a due tempi e ristrutturando radicalmente la vecchia linea di 125/150 cm³ a quattro tempi, con l'obiettivo di costruire una moto-leggera utilitaria, dai costi d'acquisto e di manutenzione contenuti, senza troppo distaccarsi dalla produzione precedente.
La nuova "Arcore" fu presentata nel novembre 1971 al Salone del ciclo e motociclo di Milano, proposta nella cilindrata classica di 150 cm³, per consentire l'accesso alle autostrade e, pochi mesi dopo, nella versione di 125 cm³, ad uso dei sedicenni neopatentati. 
La denominazione "5V Arcore" fu scelta per sottolineare la continuità con il precedente modello "124 5V" e, nel contempo, differenziarlo nettamente, in virtù della nuova progettazione di motore e telaio.
I nuovi modelli vennero messi in vendita, nei primi mesi del 1972, al prezzo di 340 000 Lire franco fabbrica per la "125" e di 360 000 Lire franco fabbrica per la "150", un prezzo lievemente superiore ai modelli concorrenti, ma ben giustificato dal buon livello tecnico del veicolo.

## La moto

La Gilera 5V Arcore 125

Le due versioni sono esteticamente molto simili e, a prima vista, si differenziano principalmente per le colorazioni: serbatoio, fianchetti e copristeli verniciati in rosso con carter-catena, e parafanghi cromati per la "150"; serbatoio e fianchetti verniciati in azzurro con copristeli, carter catena e parafanghi verniciati in grigio chiaro per la "125". Ad un esame più attento, però, si rileva che la versione "150" ha una strumentazione più precisa e leggibile, ed un impianto frenante di maggiori dimensioni, oltre alla dotazione della batteria (assente sulla 125) per consentire il funzionamento dei fari anche con il motore spento. La presenza della batteria permette sulla 150 la presenza del clacson mentre l'avvisatore acustico della 125 è un più che modesto cicalino. Inoltre la 150 ha gli ammortizzatori posteriori con le molle esterne ed è dotata di pneumatici a sezione maggiore. 

Quadro strumenti della "125"

In previsione del lancio della Arcore sul mercato statunitense (dove la Piaggio era presente da tempo), venne prevista la sistemazione intercambiabile dei comandi a pedale cambio - freno posteriore. Per il mercato italiano viene adottata la soluzione classica del cambio a destra. L'inserimento della prima si effettuava azionando il pedale verso l'alto.
La frizione in bagno d'olio, pur risultando alquanto dura nell'azionamento, era molto resistente agli strapazzi: i dépliant pubblicitari la definivano sovradimensionata tanto da resistere alle sollecitazioni di un motore di 350 cm³. 
Nonostante i suoi 12 CV, le prestazioni non risultavano particolarmente brillanti, se confrontate alla contemporanea produzione duetempistica. Anche l'impostazione turistica non incitava a comportamenti sportivi. La "Arcore" era concepita come stradista comoda e, soprattutto, economica. La "125" percorreva mediamente oltre 35 km con un litro di benzina super, ma non era difficile ottenere percorrenze superiori a 40 km/l con un impiego pacato e, pur di fronte ad un uso esasperato, era sostanzialmente impossibile scendere al di sotto dei 30 km/l. Il consumo del modello "150" era di poco superiore.
Occorre segnalare l'insorgenza di alcuni problemi, specie sulle prime serie prodotte, dovuti agli effetti delle vibrazioni, che colpivano più la moto del pilota. Non era infrequente la perdita di particolari come la leva del cambio o della marmitta fissati senza l'uso di materiali assorbenti e, in sporadici casi, la rottura del telaio dopo percorrenze superiori ai 150 000 km. Nelle ultime serie, la Gilera aveva adottato alcune migliorie con montaggi di tipo "silent-block".

## La produzione
Come accennato più sopra, negli anni settanta l'uso del motociclo quale mezzo di locomozione migliorativo della bicicletta era ormai scelto da un ridottissimo numero di utenti, avendo l'utilitaria ormai generalmente assunto tale funzione. Purtuttavia, il modello "150" ebbe un discreto successo, dovuto ai molti pendolari che avevano la necessità di raggiungere le fabbriche cittadine, superando l'insorto problema di un traffico già divenuto caotico nelle ore di punta. Gli ingombri contenuti e l'economia di acquisto e impiego della "150 Arcore" ne facevano un mezzo ideale e conveniente per destreggiarsi nel traffico cittadino. Venne prodotta anche una serie di 150 destinata alle Forze Armate, dalla usuale colorazione verde mimetica.
Anche la 150 P.V.U., nonostante portasse questa denominazione sui fianchetti, è una Arcore con poche modifiche, come la colorazione scura ed il parabrezza. Tale modello era destinato all'uso da parte della Polizia municipale. 
La versione "125" era rivolta al ben più importante settore dei sedicenni; in quegli anni le preferenze dei giovani erano però rivolte a motocicli da fuoristrada e, soprattutto, con motorizzazioni a due tempi che, a fronte di maggiori consumi e minore robustezza, consentivano elevate prestazioni. Ciò causò un ridotto interesse verso il modello "125 Arcore" che venne prodotto in un basso numero di esemplari, addirittura inferiore a quello del "150", nonostante l'enorme differenza di potenziali utenti.
La produzione in serie del "150 Arcore" iniziò nell'aprile 1972, seguita dal "125 Arcore" nel giugno dello stesso anno. Nel giugno 1975 venne terminato il montaggio della "125", dopo 5 100 esemplari prodotti, e nell'ottobre fu decisa la cessazione anche della "150", con 7 200 esemplari. Le due versioni rimasero ufficialmente in listino fino al 1977, allo scopo di esaurire le scorte di magazzino, quando il modello venne sostituito dalla Gilera T4. I numeri di serie dei telai sono preceduti dal prefisso "112" per la "150" e dal prefisso "111" per la "125".
La "Arcore" venne esportata in vari paesi esteri, principalmente in Spagna, Francia e Germania, dove assumeva la denominazione Gilera Strada.

## Dati tecnici
| Dati                        | Modello 125                                                          | Modello 150                                                          |
| --------------------------- | -------------------------------------------------------------------- | -------------------------------------------------------------------- |
| Motore: 4 tempi monocil.    | mm 60x44 cm³ 124,4                                                   | mm 60x54 cm³ 152,8                                                   |
| Rapporto di compressione:   | 10:1                                                                 | 10:1                                                                 |
| Potenza e regime:           | cv 12,42 a 8500 giri                                                 | CV 14,87 a 8300 giri                                                 |
| Testa e cilindro:           | in lega leggera                                                      | in lega leggera                                                      |
| Posizione valvole:          | in testa parallele                                                   | in testa parallele                                                   |
| Comando valvole:            | ad aste e bilancieri                                                 | ad aste e bilancieri                                                 |
| Accensione:                 | a volano magnete con bobina AT esterna                               | a volano magnete con bobina AT esterna                               |
| Carburatore:                | Dellorto VHB 22                                                      | Dellorto VHB 23                                                      |
| Lubrificazione:             | con olio nel carter                                                  | con olio nel carter                                                  |
| Frizione:                   | a dischi multipli a bagno d'olio                                     | a dischi multipli a bagno d'olio                                     |
| Cambio:                     | in blocco a 5 rapporti, comando a pedale                             | in blocco a 5 rapporti, comando a pedale                             |
| Trasmissione:               | primaria ad ingranaggi elicoidali, secondaria a catena               | primaria ad ingranaggi elicoidali, secondaria a catena               |
| Telaio - passo:             | in tubi a doppia culla chiusa con rinforzi in lamiera                | in tubi a doppia culla chiusa con rinforzi in lamiera                |
| Sospensioni ant.:           | con forcella telescopica                                             | con forcella telescopica                                             |
| Sospensioni post.:          | forcellone oscillante con ammortizzatori idraulici                   | forcellone oscillante con ammortizzatori idraulici                   |
| Ruote:                      | a raggi in acciaio 18"                                               | a raggi in acciaio 18"                                               |
| Pneumatici:                 | ant. 18"x2 50(125)-18"x2 75(150), post. 18"x2 75(125)-18"x3 00 (150) | ant. 18"x2 50(125)-18"x2 75(150), post. 18"x2 75(125)-18"x3 00 (150) |
| Freni (a tamburo):          | A 140x23 mm - P 125x25 mm                                            | A 160x30 mm - P 140x25 mm                                            |
| Lunghezza:                  | 1940 mm                                                              | 1940 mm                                                              |
| Larghezza:                  | 750 mm                                                               | 750 mm                                                               |
| Altezza:                    | 1030 mm                                                              | 1030 mm                                                              |
| Altezza sella:              | 800 mm                                                               | 800 mm                                                               |
| Passo:                      | 1280 mm                                                              | 1280 mm                                                              |
| Altezza min. da terra:      | 175 mm                                                               | 175 mm                                                               |
| Capacità serbatoio benzina: | 11 litri                                                             | 11 litri                                                             |
| Capacità coppa olio:        | 1,5 kg                                                               | 1,5 kg                                                               |
| Peso a secco:               | kg 109                                                               | kg 117                                                               |
| Velocità massima:           | 112 km/h                                                             | 120 km/h                                                             |
| Accelerazione (400 m):      | 19" 946                                                              | 18" 825                                                              |
| Consumo:                    | 2,65 litri x 100 km                                                  | 2,8 litri x 100 km                                                   |